# Lincolndale

Położenie na mapie hrabstwa Westchester

Lincolndale – jednostka osadnicza w Stanach Zjednoczonych, w stanie Nowy Jork, w hrabstwie Westchester.